# Apophyllum anomalum
Apophyllum anomalum är en kaprisväxtart som beskrevs av Ferdinand von Mueller. Apophyllum anomalum ingår i släktet Apophyllum och familjen kaprisväxter. Inga underarter finns listade i Catalogue of Life.

## Bildgalleri

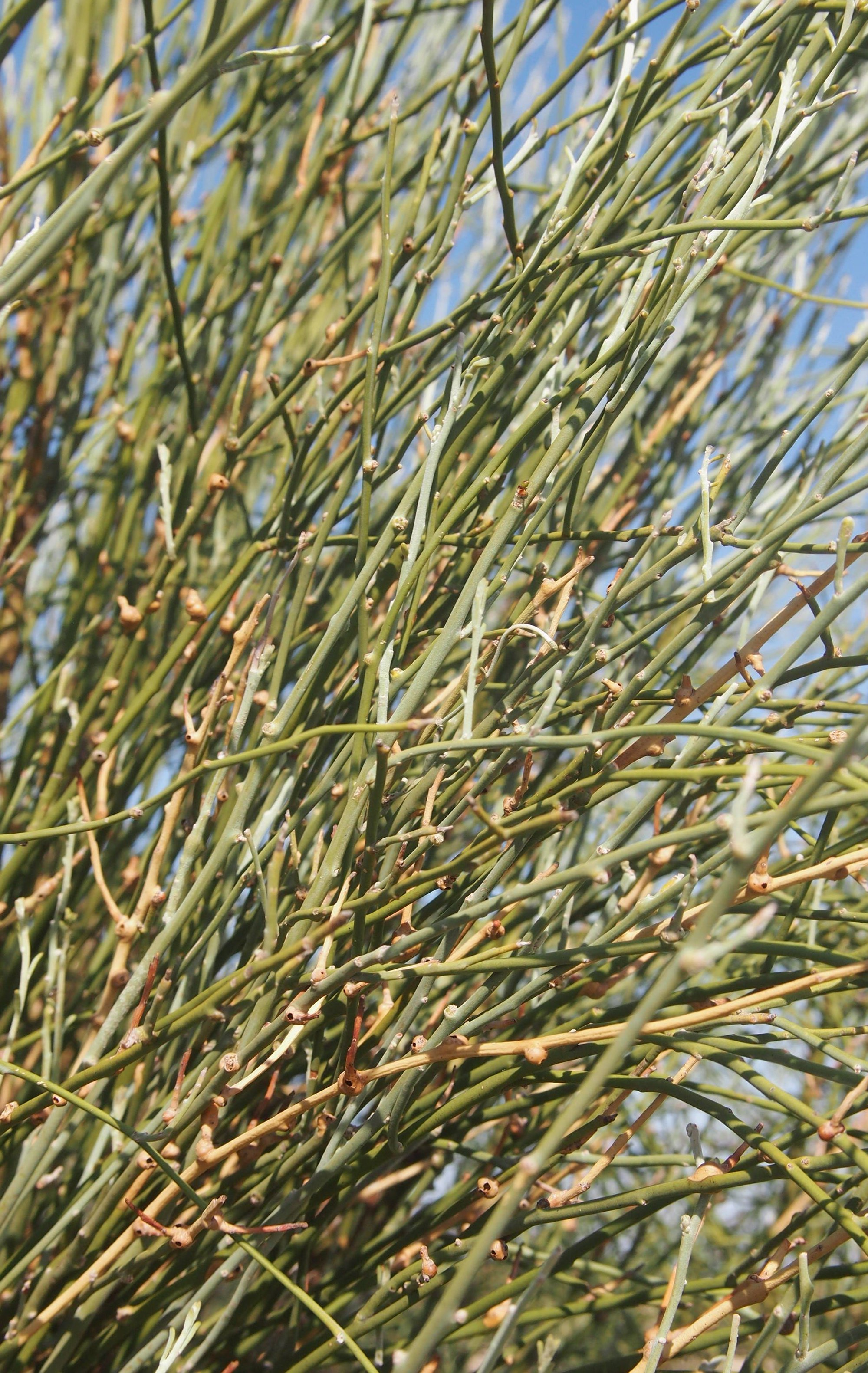
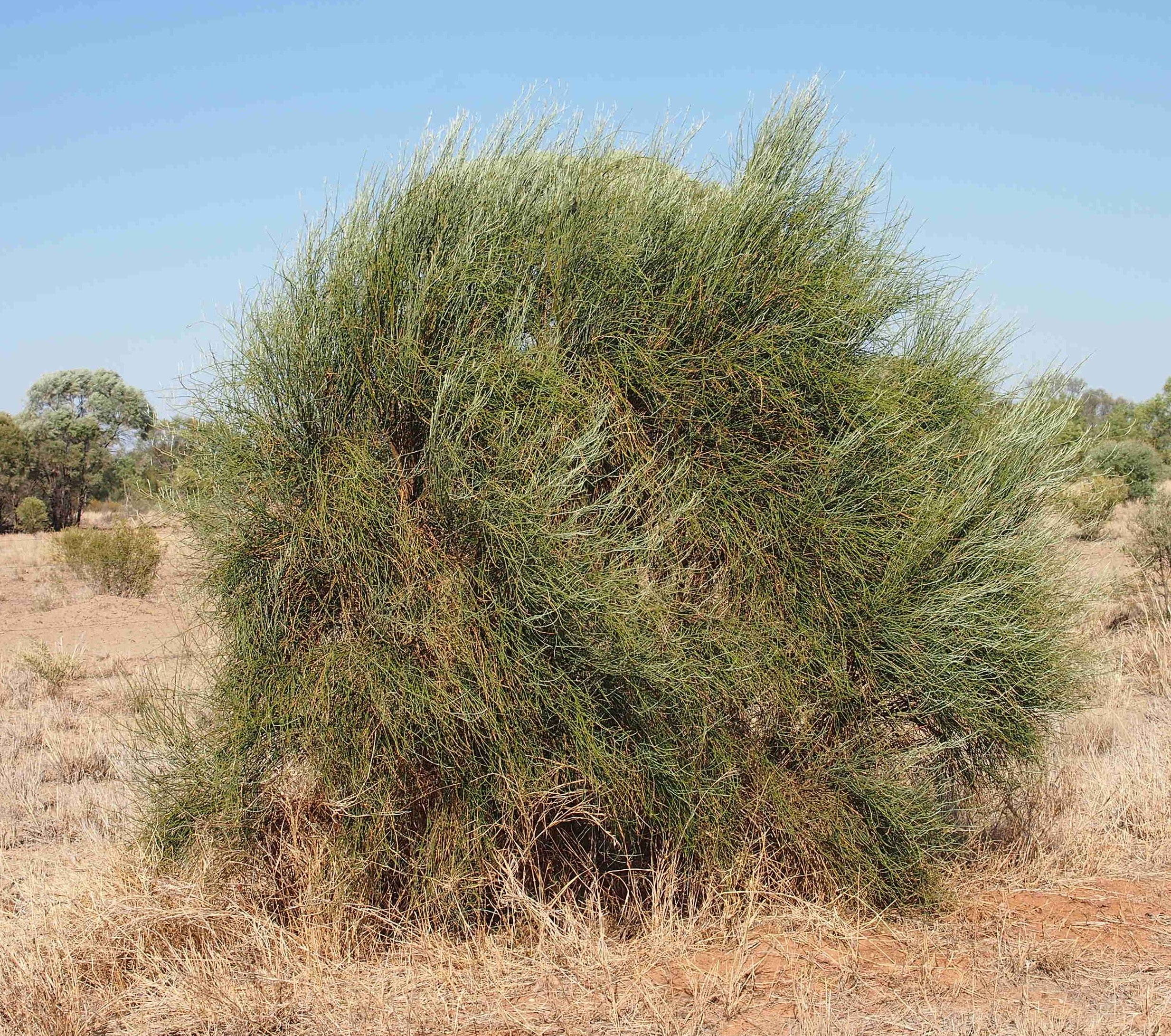